# Ben Seymour
Ben Seymour (Napier, 1º settembre 1990) è un rugbista a 15 australiano, mediano d'apertura.

## Palmarès
- Campionati italiani: 1
Calvisano: 2014-15
- Trofei Eccellenza : 1
Calvisano: 2014-15